# Heygendorf
Heygendorf est une ancienne commune allemande de l'arrondissement de Kyffhäuser, Land de Thuringe.

## Géographie
Heygendorf se situe sur la Helme.
La commune comprend les quartiers de Heygendorf et Schaafsdorf.
| Artern | Mönchpfiffel-Nikolausrieth |          |
|        | Heygendorf                 | Allstedt |
|        | Kalbsrieth                 | Roßleben |

## Histoire
Heygendorf est mentionné pour la première fois dans un répertoire de la dîme de l'abbaye d'Hersfeld entre 881 et 899 sous le nom de Hachendorpf.
Schaafsdorf est certainement fondé en même temps que Heygendorf, mais est pour la première fois en 1273 sous le nom de Scafsdorp.
Au début du XXe siècle, on veut exploiter le filon de potasse, mais la Kaliwerk Gewerkschaft Thüringen ferme rapidement pour des raisons économiques.
En 1923, Schaafsdorf et Heygendorf forment une même commune.

## Personnalités liées à la commune
- Karoline Jagemann (1777-1848), tragédienne

## Source, notes et références
- (de) Cet article est partiellement ou en totalité issu de l’article de Wikipédia en allemand intitulé « Heygendorf » (voir la liste des auteurs).